# Pedaria sudrei
Pedaria sudrei är en skalbaggsart som beskrevs av Josso och Prévost 2003. Pedaria sudrei ingår i släktet Pedaria och familjen bladhorningar. Inga underarter finns listade i Catalogue of Life.